# ولسوالی متاخان
متاخان یکی از ولسوالیهای ولایت پکتیکا در جنوب خاوری افغانستان است با جمعیت نزدیک به ۱۹۷۵۸ نفر. این ولسوالی در مرکز ایل اندر غلجی پشتون‌ها قرار دارد. ولسوالی متاخان در بخش شمالی ولایت پکتیکا قرار دارد که با ولسوالی زرمت پکتیا و ولسوالی اندر غزنی هم مرز است.